# 西金沢少女団
西金沢少女団（にしかなざわしょうじょだん）は、石川県金沢市を拠点に活動する日本の女性アイドルグループ（ローカルアイドル）。所属メンバーは、ソロアイドルや別のアイドルグループとしても活動している。コンセプトは、西金沢を楽しくしたい。西金沢から楽しいコンテンツを発信したい。西金沢駅周辺を楽しくする。西金沢駅近くの専用劇場「TEATRO西金沢」（テアトロにしかなざわ）を中心に地元イベント、地元メディアで活動。プロデューサーは伊勢保彦、HIROYA、オモテカホの3人。一般社団法人ニシカネプロジェクトが運営している。
2024年3月31日をもって、活動終了。

## 概要
2016年12月31日、SMAPと同日に解散したおやゆびプリンセスのメンバーであったオモテカホ、ひろか&はねぽん（ぱぴぷぺぽんこっつ）、キング岡田と、オーディションで選ばれた、なお、るな、めい、はるの8人によって構成される。通称西少。2017年1月に西金沢少女団（仮）を結成、同年4月1日にデビューした。
それぞれ個人、ユニット活動していた『オモテカホ』『ぱぴぷぺぽんこっつ』『キング岡田』は各自の活動をメインとして継続し不在の場合があるため、運営者である『西金プロジェクト』（一般社団法人石川県オタク文化推進委員会内）の集合型アイドルととしてスタート。
自分達がアイドルという形の観光資源となるべく商店街を中心に活動するほか、西金プリンスロード商店会を主催とした『西金プリンスロードまつり』でホストを務める。
2018年1月に西金沢少女団の運営法人として一般社団法人ニシカネプロジェクトを設立。
2020年現在、西金沢少女団グループ内に派生ユニット『バチセレ』『アンソフィ』と、ソロアイドルが存在。各々ライブステージに出演している。
2024年3月31日に本拠地である「TEATRO西金沢」でラストライブを開催し活動終了した。

## 西金沢商店街
本拠地の専用劇場『TEATRO西金沢』が所属する商店街。西日本旅客鉄道（JR西日本）北陸本線西金沢駅から近くにある（石川県道195号倉部金沢線沿い）。西金沢少女団は『西金沢商店街 西金プリンスロードPR大使』を務める。
西金沢を楽しく、西金沢から楽しいコンテンツを発信、西金沢駅周辺を楽しくする！をコンセプトに活動中。
駅前商店街「西金プリンスロード」を全国にPRするためグループがMCを務めるラジオ番組でPR。またYouTubeチャンネル『西金プリンスロード商店会』の動画制作で西金沢の魅力を広く発信する。盆踊りやドラマ仕掛けの映像はYahoo!ニュースにも取り上げられ話題に。その他に商店街をテーマにした楽曲を発表したり、地域の盆踊り大会に出演、ご当地アイドルとして街の活性化に一役買っている。

## 略歴
2012年
- 8月 - 前身のおやゆびプリンセスを運営する一般社団法人石川県オタク文化推進委員会が設立。

2015年
- 5月6日 - 前身のおやゆびプリンセスがメジャーデビュー。

2016年
- 7月7日 - 前身のおやゆびプリンセスがフランスで開催されたJapan Expoに参加。
- 12月31日 - 前身のおやゆびプリンセスが解散[1]。

2017年
- 1月7日 - 西金沢少女団（仮）お披露目。
- 4月1日 - 西金沢少女団 デビュー。
- 7月30日 - 西金プリンスロードまつりを初開催[7]。

2018年
- 1月15日 - 一般社団法人ニシカネプロジェクト 設立。
- 7月28日・29日 - 第2回 西金プリンスロードまつりを開催[8]。
- 11月24日 - 西金沢1丁目劇場 閉場。
- 12月1日 - 専用劇場・TEATRO西金沢 オープン。

2020年
- 5月24日 - 石川県における新型コロナウイルス感染症への緊急事態宣言解除後、初めてとなる有観客ライブを「TEATRO西金沢」で開催[1]。
- 9月27日 - 金沢駅もてなしドーム地下広場にて定期主催イベント「カナザワエキチカライブ」を開催。

2021年
- 8月31日 - メンバー5人とスタッフ1人の新型コロナウイルス感染を公表[9][10]。9月12日まで活動を休止する[9]。

2024年
- 3月31日 - ラストライブを開催し活動終了。

## メンバー
| 氏名                        | ニックネーム                  | ランク | 生年月日               | 血液型 | 身長    | イメージカラー       | 所属                            | 備考                                             |
| --------------------------- | ----------------------------- | ------ | ---------------------- | ------ | ------- | -------------------- | ------------------------------- | ------------------------------------------------ |
| オモテカホ おもて かほ      | かほりんちゃん スーパースター | 上級   | 1996年1月7日（29歳）   | A      | 146.6cm | 青 ゴールド シルバー | オモテカホ（ソロ） the World 2U | おやゆびプリンセス2期生 ミスiD2017ファイナリスト |
| キング岡田 きんぐおかだ     | キング 陛下                   | 王     | 7月4日 （年齢非公開）  | B      | 157cm   | ゴールド             | ソロアイドル？ キング岡田       | アイドルの王様                                   |
| 北 愛梨 きた あいり         | あいこ                        | 正規   | 2004年12月15日（20歳） | A      | 149cm   | 緑                   | Littly                          |                                                  |
| 狩野 紗雪 かりや さゆき     | さーちゃん                    | 正規   | 2004年1月1日（21歳）   | O      | 173cm   | グレー               |                                 |                                                  |
| 中山 明日香 なかやま あすか | あすこ                        | 正規   | 2003年6月17日（21歳）  | B      | 160cm   | 紫                   |                                 |                                                  |

元メンバー

## 作品CD

### DVD
| 発売日        | 参加アルバムタイトル                 | 対象ユニット                     |
| ------------- | ------------------------------------ | -------------------------------- |
| 2019年3月3日  | るなの生誕ライブ〜ラストきゅるりん〜 | るなきゅるりんはぁとふぁんたじー |
| 2019年3月31日 | 西金沢少女団 LIVE DVD Vol .1         | 西金沢少女団                     |
| 2019年9月     | オモテカホライブ2019                 | オモテカホ                       |
| 2020年5月13日 | 【西金沢少女団】3周年ライブDVD       | 西金沢少女団                     |

## 楽曲
| #            | タイトル                                           | 作詞                     | 作曲         | 振付                              | 備考                                                      |
| 西金沢少女団 | 西金沢少女団                                       | 西金沢少女団             | 西金沢少女団 | 西金沢少女団                      | 西金沢少女団                                              |
| ------------ | -------------------------------------------------- | ------------------------ | ------------ | --------------------------------- | --------------------------------------------------------- |
| 1            | T・S・O・N・P ～The song of Nishikane Princeroad～ | 西金プリンスロード商店会 | 金川武史     | 中元ミレイ                        | МＶ「T・S・O・N・P ～The song of Nishikane Princeroad～」 |
| 2            | キラキラ（西金沢少女団アレンジ）                   | Occhi                    | Occhi        | 二木あつ子                        | おやゆびプリンセスの曲をリメイク                          |
| 3            | 愛踊るsoul（西金沢少女団アレンジ）                 | Occhi                    | Occhi        | KASMI（Dance Studio RAISE＆GROW） | おやゆびプリンセスの曲をリメイク                          |
| 4            | 君を連れて（西金沢少女団アレンジ）                 | Occhi                    | Occhi        |                                   | おやゆびプリンセスの曲をリメイク                          |
| 5            | PurePride（西金沢少女団アレンジ）                  | Occhi                    | Occhi        |                                   | おやゆびプリンセスの曲をリメイク                          |
| 6            | ごめんねSUMMER（西金沢少女団アレンジ）             | Occhi                    | Occhi        |                                   | おやゆびプリンセスの曲をリメイク                          |
| 7            | WinterSurprise（西金沢少女団アレンジ）             | Occhi                    | Occhi        |                                   | おやゆびプリンセスの曲をリメイク                          |
| 8            | HEAT!HEART!                                        | HIROYA                   | 金川武史     | オモテカホ                        |                                                           |
| 9            | 西プリ音頭                                         | 西金プリンスロード商店会 | HIROYA       | 中元ミレイ                        | МＶ「西プリ音頭」（監督：山田康太）                       |
| 10           | Introduction                                       | Nona、西金沢少女団運営   | U-z          | 中元ミレイ                        |                                                           |
| 11           | どうかしてるぜ                                     | 西金沢少女団運営         | 金川武史     | 中元ミレイ                        |                                                           |
| 10           | 僕らの街                                           | HIROYA                   | HIROYA       | 中元ミレイ                        | МＶ「僕らの街」（監督：山田康太、大西貴之）               |
| アンソフィ   |                                                    |                          |              |                                   |                                                           |
| 1            | リナリア                                           | 中元ミレイ、HIROYA       | 金川武史     | KASMI（Dance Studio RAISE＆GROW） | МＶ「リナリア」（監督：山田康太）                         |

## 出演

### ラジオ
- 西金沢少女団の西プリRadio（エフエム石川、毎週水曜18時30分～）[12]　※レギュラー番組

### ウェブテレビ
- 矢口真里の火曜The NIGHT（2022年6月8日[13]、ABEMA）辰巳のみ

### イベント
2017年
- 5月5日 - 北陸アイドルフェスティバルINあわら
- 7月16日 - ツタカナフェス2017
- 7月25日 - Summer Festa 2017
- 7月29日 - 第四十二回米泉校下納涼盆踊り大会
- 7月30日 - 西金プリンスロードまつり
- 8月26日 - 石川ミリオンスターズ公式戦ご当地アイドルデー
- 9月16日 - 第5回北陸アイドルフェスティバル
- 9月30日 - TOYAMA IDOL COLLECTION Vol.7
- 10月21日 - ご当地アイドル SPECIAL LIVE‐壱の陣‐in 越後・謙信SAKEまつり
- 10月28日 - 北陸アイドル大集合ハロウィンスペシャル in アルプラザ アミ
- 11月25日 - U.M.U AWARD 2017 決勝大会出場
- 12月24日 - Merry Christmas Idol Carnival

2018年
- 3月24日 - おやべメルヘンパーティー アイドルミニライブ
- 5月20日 - 第13回かがやきまつり
- 5月27日 - せせらぎ縁結びまつり2018
- 6月2日 - 片町スポージックフェス2018
- 7月25日 - Summer Festa 2018
- 7月28日 - 第四十三回米泉校下納涼盆踊り大会
- 7月29日 - 西金プリンスロードまつり2018
- 8月15日 - 北陸アイドルスペシャルIN三国ボートレース
- 8月19日 - 第41回松が丘夏まつり
- 8月25日 - PENGUIN IDOL FESTIVAL 2018
- 9月15日 - 第6回北陸アイドルフェスティバル
- 9月23日 - 第7回美川里海きときと祭
- 9月29日 - とぎ海の音楽祭
- 10月6日 - アイドルショー in アル・プラザ鹿島
- 10月7日 - 環水スターライトコンサート
- 10月14日 - ほくてつ電車まつり
- 10月20日 - JAIST FESTIVAL
- 10月21日 - 12回金沢中央市場通り商店街まつり
- 10月21日 - 第51回工大祭
- 10月27日 - 金沢コロナワールド FAMILY HALLOWEEN FESTA
- 11月3日 - 北陸アイドルパーク in あわら

2019年
- 2月9日 - NSE MUSIC PARK アル・プラザ津幡
- 2月24日 - ほくりくアイドル部定期公演 Vol.23 @DOUBLE 金沢
- 3月24日 - アミーガス スペシャルライブ 春のワクワクちびっこ祭り
- 3月24日 - くにくにどりーむらいぶ vol.2
- 4月27日 - オモテカホ "So good!!" インストアライブ in ツタカナ
- 4月28日 - ピコ☆レボFES ～ピコピコ☆レボリューション5th ANNIVERSARY～
- 5月5日 - 第2回北陸アイドルパーク in あわら
- 5月12日 - アミーガス ゆりな生誕記念ライブ
- 5月25日 - 蜂蜜★皇帝 1st album 【ハチノス】tour2019 !!! ~ISHIKAWA BOOM BOOM NIGHT~
- 5月26日 - ニシカネプロジェクト新ユニット発表イベント
- 6月8日 - 能登よさこい祭り×Noto音Fes
- 6月9日 - 西金沢だいじょばFESTA2.5
- 6月23日 - ぷにたんフェスティバル2019
- 6月23日 - 西金沢少女団と蜂蜜☆皇帝のわくわく物販会
- ７月6日 - 空野青空 Day of beginning live 2019 ～#たにゃばた祭り～
- ７月20日 - 加賀温泉郷フェス2019
- 7月28日 - 第3回西金プリンスロードまつり
- 8月3日 - アンソフィ『リナリア』リリース記念＆正式デビューイベント
- 8月10日 - 第1回タテマチ夏祭り
- 8月10日 - 日本ガイシ石川工場夏祭り
- 8月11日 - オモテカホライブ2019
- 8月24日 - NISHIKANE EXPEDITION Vol.1
- 8月27日 - 金沢オクトーバーフェスト2019
- 8月29日 - 金沢オクトーバーフェスト2019
- 8月31日 - 金沢オクトーバーフェスト2019
- 9月1日 - ミラクルアイドルフェスタ
- 9月14日 - 第7回北陸アイドルフェスティバル
- 9月15日 - 祭り in 分校
- 9月22日 - 第8回美川里海きときと祭
- 9月29日 - 空野青空 5th Anniversary Live!! アオネコ学園祭
- 10月6日 - オモテカホ "最高速evolution"発表イベント in ツタカナ
- 10月13日 -福井工業大学大学祭「福井工業大学campus IDOL live」
- 10月17日 - 蜂蜜★皇帝 石川不定期公演 ISIKAWA BOOM BOOM NIGHT !!!
- 10月19日 - 北陸先端科学技術大学院大学  JAIST FESTIVAL
- 10月20日 - JA金沢市 2019金沢農業まつり
- 10月20日 - 金沢工業大学 第52回工大祭
- 10月26日 - 金沢大学 医学展 2019
- 10月26日 - ハロウィン大喝祭2019@MAIRO
- 11月4日 - りおなちゃん生誕祭-2019-
- 11月21日 - 蜂蜜★皇帝 石川不定期公演 ISIKAWA BOOM BOOM NIGHT !!!
- 11月23日 - LIVEリミット！〜鈴木麻友｢Vitamin｣レコ発記念全国ツアー 石川編〜
- 12月1日 - TEATRO西金沢1周年ありがとうイベント
- 12月10日 - オモテカホ『最高速evolution』リリース記念イベント in ツタカナ
- 12月19日 - 蜂蜜★皇帝 石川不定期公演 ISIKAWA BOOM BOOM NIGHT !!!

2020年
- 1月19日 - 松本陽那 生誕祭
- 2月8日 - 映画『みぽりん』×西金沢少女団 コラボイベント @金沢コロナワールド[14]
- 2月9日 -  BBAMETAL LIVE AT KOMATSU THE MAT'S[15]
- 2月15日 -  Aonyan's regular Live「#アオネコ超会議」vol.6 ～バレンタインSP～[16]
- 2月29日 -   NISHIKANE EXPEDITION Vol.2[17]
- 8月13日 -   西金沢少女団マジ歌選手権＠金沢AZ[18]
- 8月15日 -   オモテカホライブ2020＠金沢AZ[19]
- 9月27日 -   カナザワエキチカライブ vol.1@金沢駅もてなしドーム地下広場[20]
- 10月18日 -   AWARA POP MUSIC PARK[21]
- 11月29日 -   カナザワエキチカライブ vol.2
- 12月12日 -   オモテカホ TOKYO EXPEDITION 2020[22]
- 12月13日 -   AYA BIRTHDAY PARTY 2020[23]